# Syngonanthus fenestratus
Syngonanthus fenestratus är en gräsväxtart som beskrevs av Nancy Hensold. Syngonanthus fenestratus ingår i släktet Syngonanthus och familjen Eriocaulaceae. Inga underarter finns listade i Catalogue of Life.